# Autumn (groupe russe)
Pour les articles homonymes, voir Autumn.
Autumn est un groupe de doom metal et metal gothique russe, originaire d'Iekaterinbourg.
Formé en 1993, le groupe se sépare en 2003.

## Biographie
Autumn est formé en 1993 à Iekaterinbourg par le guitariste Yuri « Rottor ». Le groupe enregistre une démo trois titres intitulée The Druid Autumn publiée en 1995. Elle est suivie par un premier album intitulé And We are Falling Leaves..., publié en 1997 sous format cassette audio. L'album est plus tard réédité par le label Stygian Crypt Productions en format CD en 2006,.
À cette période, le groupe se compose du chanteur et guitariste Yru Rottor, de la claviériste Svetlana « Slaviana » Polezhaeva, du guitariste Sergey « Voron » Kunavin, du bassiste Felix Vigorov et du batteur Sergey Berdyshev, ancien membre du groupe local Aleteya. En 2000 sort l'album Chernyie Krylia, en langue russe, qui fait participer pour la première fois la chanteuse Marina Kogan, le guitariste Grigory Shubin et le claviériste Arseny Semenihin. La formation reste stable pour leur troisième album Osen Vechna, enregistré en 2003 pour Stygian Crypt. L'album est relativement bien accueilli par la presse spécialisée,,. Le groupe se sépare la même année.

## Membres

### Derniers membres
- Felix Vigorov - basse (1993-2003)[3]
- Sergey Berdyshev - batterie (1993-2003)[3]
- Yuri « Rottor » - guitare, chant (1993-2003)[3]
- Roman Il'in - guitare (1993-2003)[3]
- Ludmila Emeliashina - alto (1993-2003)[3]

### Anciens membres
- Svetlana « Slaviana » Polezhaeva - clavier, chant féminin (1993-1998)[3]
- Marina Kogan - chant (1993-1996)[3]
- Grigoriy Shubin - guitare (1996-1998)[3]
- Arseny Semenihin - clavier (1998-2001)[3]
- Yuriy Vaschenko -[3] ?

## Discographie
- 1995 : The Druid Autumn (démo)
- 1997 : And We are Falling Leaves...
- 2000 : Chernye Krylia
- 2003 : Osen Vechna